# Костешть (комуна, Ясси)
Костешть, Костешті (рум. Costești) — комуна у повіті Ясси в Румунії. До складу комуни входять такі села (дані про населення за 2002 рік):
- Джурджешть (550 осіб)
- Костешть (1326 осіб)

Комуна розташована на відстані 317 км на північ від Бухареста, 50 км на захід від Ясс.

## Населення
У 2009 року у комуні проживали 1922 особи.

## Зовнішні посилання
- Дані про комуну Костешть на сайті Ghidul Primăriilor